# Belleisle Bay
Belleisle Bay, door de Maliseet "Pascobac" genoemd, is een fjordachtige zijtak van de Saint John-rivier in de Canadese provincie New Brunswick. De omgeving van Belleisle Bay bestaat voornamelijk uit gemengde bossen.

## Etymologie
De naam Belleisle is ongetwijfeld Frans en is zeer waarschijnlijk overgenomen van het kleine eilandje bij de mond van de baai dat nu bekendstaat als "Hog Island".

## Geografie
Vanaf de Saint John-rivier strekt de baai zich uit naar het noordoosten waar het overgaat in een klein moerasgebied. Belleisle Bay maakt deel uit van de noordelijke grens van New Brunswicks "Kingston Peninsula" waarvan de Kennebecasis-rivier de zuidelijke grens is.
Vanwege de lage toevoer van zoetwater heeft Belleisle Bay nauwelijks een stroming en lijkt het eerder op een meer omringd met de lage glooiende heuvels van de St. Croix Highlands dan op een baai. Ondanks dat de baai voor het grootste gedeelte uit zoetwater bestaat, bevat het onderste gedeelte van het stroomgebied van de Saint John-rivier een beperkte invloed van zoutwatergetijden als gevolg van de Reversing Falls. In de wintermaanden vriest de baai geheel dicht.
Met een lengte van ongeveer 18 km en een breedte van ongeveer 1 km bevat Belleisle Bay meerdere kleine zoetwater-beekjes. Voornamelijk Kingston Creek aan het begin van de baai en Belleisle Creek aan het eind van de baai zorgen voor het meeste water. In de baai ligt maar 1 eiland genaamd Ghost Island tussen Elmhurst en Lower Kars.
De baai ligt in zijn geheel in Kings County. De veerboot Belleisle Bay Ferry steekt tussen Earle Wharf en Long Point de baai over.